# Joe Sise
Joe Momodou-Alieu Sise, född 12 december 1989, är en svensk fotbollsspelare. Hans främsta position är anfallare.

## Klubbkarriär
Sise fostrades i Halmstad-klubben Snöstorp Nyhem FF, där han debuterade i Division 3 som 15-åring. Han gick på fotbollsgymnasium i Värnamo, där han hade Jonas Thern som tränare, och var under våren 2008 utlånad till IFK Värnamo i division 1. Sommaren 2008 värvades han till allsvenska Halmstads BK. Sise gjorde allsvensk debut den 24 oktober 2008 mot GIF Sundsvall (0–0), där han byttes in i den 66:e minuten mot Emir Kujovic. Sise spelade sin första match från start i säsongsavslutningen mot Kalmar FF den 9 november 2008.
Den 26 januari 2012 skrev Sise på ett treårskontrakt med danska klubben FC Nordsjælland. Stora skadeproblem förhindrade Sise från att spela en enda A-lagsmatch i Nordsjælland under tre år och han blev inte erbjuden någon förlängning när kontraktet löpte ut i december 2014.
I februari 2016 värvades Sise av Division 2-klubben IS Halmia, där han skrev på ett korttidskontrakt fram till sommaren 2016. Fram till i augusti 2016 gjorde Sise 12 mål för klubben, men råkade dessvärre ut för en hälseneskada och missade resten av säsongen. I september 2016 förlängdes kontraktet fram till juni 2017. I juli 2017 förlängde han sitt kontrakt fram till sommaren 2018.
Den 7 augusti 2018 skrev Sise på för Landskrona BoIS. Sise debuterade i Superettan den 10 augusti 2018 i en 2–1-förlust mot Degerfors IF, där han blev inbytt i den 79:e minuten mot Melvin Frithzell.

## Landslagskarriär
Den 11 augusti 2010 debuterade Sise för Sveriges U21-landslag, i en träningslandskamp mot Skottland.